# Marine Air Control Group 48
Le Marine Air Control Group 28 (ou MCAG-28) est une unité de commandement et de contrôle de l'aviation du Corps des Marines des États-Unis  basé à la Naval Station Great Lakes dans l' Illinois qui est actuellement composé de quatre escadrons de commandement et de contrôle qui fournit à la 4th Marine Aircraft Wing et à l'United States Marine Corps Reserve une Quartier Général tactique et un contrôle procédural des aéronefs, de la défense aérienne et du commandement et du contrôle aérien.

## Mission
Coordonner tous les aspects du commandement et du contrôle aériens et de la défense aérienne au sein de l'escadre des aéronefs de l'US Marine Corps. Assurer les fonctions de commandement et d'état-major pour le commandant du MACG lorsqu'il est déployé dans le cadre de l'élément de combat aérien (ACE) de la Force tactique terrestre et aérienne des Marines (MAGTF).

## Unités subordonnées
Les unités actuelles du MACG-48  :
- Marine Air Control Squadron 24 (MACS-24)
- Marine Air Support Squadron 6 (MASS-6)
- Marine Wing Communications Squadron 48 (MWCS-48)
- Marine Tactical Air Command Squadron 48 (MTACS-48)

## Historique

### Origine
Le Marine Air Control Group 48 a été activé le 1er septembre 1967 à Glenview, Illinois, et affecté à la 4th Marine Aircraft Wing. De la fin des années 1960 aux années 1970 et 1980, le MACG-48 a participé à de nombreux exercices d'entraînement, perfectionnant ses compétences de combat et affinant ses tactiques, techniques et procédures afin de se tenir au courant de l'évolution constante des procédures.

### Service
En avril 1980, des membres du MWCS-48 étaient en attente pour «l'Opération EagleClaw» en Iran. La mission a été annulée.
D'août 1990 à avril 1991, le MACG-48 s'est déployé à l'appui de l'Opération Bouclier du désert et de l'Opération Tempête du désert augmentant la composante de service actif. Au retour de l'unité dans l'Illinois, le groupe de contrôle a poursuivi son soutien à de nombreux exercices à travers le monde. Le groupe a concentré sa formation sur les tactiques, techniques et procédures essentielles au succès dans la région de l'Asie du Sud-Ouest, en utilisant les leçons apprises au combat.
En août 1995, le MACG-48 a déménagé à Fort Sheridan dans l'Illinois. En 2000, il a rejoint son siège actuel à la Naval Station Great Lakes près de Chicago, Illinois. Le MACG-48 a mobilisé des marines de la 4th Marine Division à deux reprises pour soutenir l'Opération Enduring Freedom et l'Opération Iraqi Freedom. D'août 2002 à novembre 2003 et de nouveau d'août 2004 à février 2005, plus de 1.400 marines du MACG-48 ont été activés pour soutenir la guerre contre le terrorisme. En décembre 2004, les marines se sont activés pour augmenter les unités à l'appui de la Combined Joint Task Force – Horn of Africa (en) à Djibouti.
En août 2005, l'ouragan Katrina a ravagé la côte du golfe des États-Unis. Une fois de plus, les marines du MACG-48 ont été appelés à fournir une expertise en matière de commandement et de contrôle et un soutien en communication longue distance à l'appui des efforts de secours en cas de catastrophe. De septembre à octobre 2005, une centaine de marines ont renforcé la Joint Task Force Katrina (en) à La Nouvelle-Orléans, en Louisiane.